# Previš (Šavnik)
Pour les articles homonymes, voir Previš.
Previš (en serbe cyrillique : Превиш) est un village du centre-ouest du Monténégro, dans la municipalité de Šavnik.

## Démographie

### Évolution historique de la population
| 1948 | 1953 | 1961 | 1971 | 1981 | 1991 | 2003 |
| ---- | ---- | ---- | ---- | ---- | ---- | ---- |
| 150  | 143  | 115  | 108  | 96   | 69   | 61   |